# Rafael Munoa
Rafael Munoa (San Sebastián, 1930-2012) fue pintor e ilustrador, protagonizó numerosas exposiciones y fue colaborador de la revista satírica 'La Codorniz'. Al frente de la joyería "Casa Munoa" en San Sebastián, fue un destacado diseñador de joyas, al tiempo que se interesó por la historia de la platería y la joyería.

## Pintor y dibujante
Discípulo de Lara y de Rafael Zabaleta en el Círculo de Bellas Artes de Madrid, Rafael Munoa Roiz expuso al público en varias ocasiones sus óleos, acuarelas y dibujos. Ilustró 35 libros. Sus dibujos aparecieron en 'El Alcázar', 'ABC', 'Ya', 'Blanco y Negro', 'La Actualidad Española', 'Telva' y otras publicaciones. Junto con Álvaro de Laiglesia, Chumy Chúmez, Miguel Mihura, Tono y otros, colaboraría durante 25 años en la revista satírica 'La Codorniz'. Tras la desaparición de dicha publicación, abandonaría el humorismo gráfico y se centraría en la pintura y, sobre todo, la joyería. 

### Libros ilustrados por Rafael Munoa
- 1960 Leyendas de Estados Unidos y Canadá, de Rafael Morales. Ediciones Aguilar.
- 1964 Historias con animales, de Antonio Jiménez Landi. Ediciones Aguilar.
- 1970 Cuentos de Oscar Wilde. Ediciones Aguilar.
- 1972 El Decameron de Giovanni Boccaccio. Editorial Círculo de lectores.
- 1973 Celia en el colegio, de Elena Fortún. Ediciones Aguilar.

## Joyería
Rafael Munoa fue diplomado en Óptica en 1957. En 1960, al fallecer su padre, Claudio Munoa, Rafael se hizo cargo de la joyería familiar, junto con su madre, doña Pura. En 1972 se graduó en Gemología por el Instituto Gemológico Español. Fue decano de Iberjoya en 1992. Escribió numerosos artículos sobre platería y joyería. Junto con Alejandro Fernández y Jorge Rabasco, Rafael Munoa fue autor de la 'Enciclopedia de la plata española y virreinal americana'

## Premios y reconocimientos
Fue miembro de la Real Sociedad Bascongada de Amigos del País, y desde 1989, correspondiente de la Real Academia de la Historia. También fue socio de la Hispanic Society of America de Nueva York, y de The Silver Society, de Londres.
Como dibujante e ilustrador obtuvo diferentes galardones. En 1959, el Premio Nacional de Ilustración 'Lazarillo', otorgado por el entonces Instituto Nacional del Libro por 'Exploradores de África' (Aguilar). En 1964 recibe el Premio Nacional a dibujante de Prensa Infantil y Juvenil. El año siguiente, fue finalista en Bolonia del premio 'Torchio D'Oro' a la mejor ilustración de libros infantiles con 'Platero y Yo',  de la Editorial Aguilar. En 1967 recibe el primer premio en el I Salón Nacional de Humoristas de Madrid y en 1971 el sexto premio al dibujo del humor en la Feria del Hombre, celebrada en Montreal (Canadá).  
El Ayuntamiento de San Sebastián le otorgó en 2005 la Medalla al Mérito Ciudadano. Tras el fallecimiento de Rafael Munoa, el 10 de mayo de 2012, el pleno del ayuntamiento donostiarra, acordó por unanimidad dar su nombre de a una calle de San Sebastián.
Según Antonio Mingote, "Rafael Munoa era la delicadeza. Nunca se han dibujado, y puestos a hablar chistosamente, unos mendigos tan aristocráticos, unos autoritarios policías tan amables, unos violentísimos guardias tan elegantes, unos potentados caballeros tan tolerantes, unos diablillos tan benditos de Dios, unos ángeles tan pícaros, y sobre todo, unas tiernas muchachas tan grácilmente sexy". (En 'Antiquaria', año XVII, julio de 1999, núm. 174).